# 尤賽夫·夏因
尤賽夫·夏因（Youssef Chahine）（1926年1月25日—2008年7月27日），埃及電影導演，自1950年以來活躍在埃及電影業。他與演員奧瑪·雪瑞夫開展職業生涯。

## 榮譽
1979 <Alexandria, Why?> 獲柏林影展銀熊獎 
1997 坎城影展終身成就獎